# Андрієвка (Акбулацький район)
Андрі́євка (рос. Андреевка) — село у складі Акбулацького району Оренбурзької області, Росія.

## Населення
Населення — 68 осіб (2010; 138 у 2002).
Національний склад (станом на 2002 рік):
- казахи — 59 %